# 江漢聲
江漢聲（1950年3月26日—），教名文生（Vincent），臺灣泌尿科醫師，現任天主教輔仁大學醫學院專任教授，國立臺灣大學、臺北醫學大學兼任教授，臺灣性教育學會共同創辦人。
曾任輔大校長、中華民國大專院校體育總會會長、亞洲基督教大學協會理事長、台灣基督宗教大學校院聯盟理事長。

## 學歷
- 1975年，畢業於臺灣國立臺灣大學醫學系，取得醫學士學位。
- 1982年，取得德國慕尼黑工業大學（Technische Universität München）醫學博士（Doktors der Medizin）學位。

## 經歷
現任臺北醫學大學附設醫院泌尿科兼任主治醫師，2009年11月開始在輔大診所看診。
其目前於輔仁大學醫學院的2所教學醫院－－耕莘醫院、新光醫院擔任顧問級醫師及曾任職台大醫院泌尿科主治醫師。
其於2022年4月21日經證實確診新冠肺炎Omicron
為台灣首例大學校長確診個案，經此該校輔仁大學防疫行政措施遭外界質疑，疑似隱匿案情直至校長確診才有所行動。

## 校長政策
- 招收中國大陸學生，是輔大在北京復校的第一步[3]。

## 校長事蹟

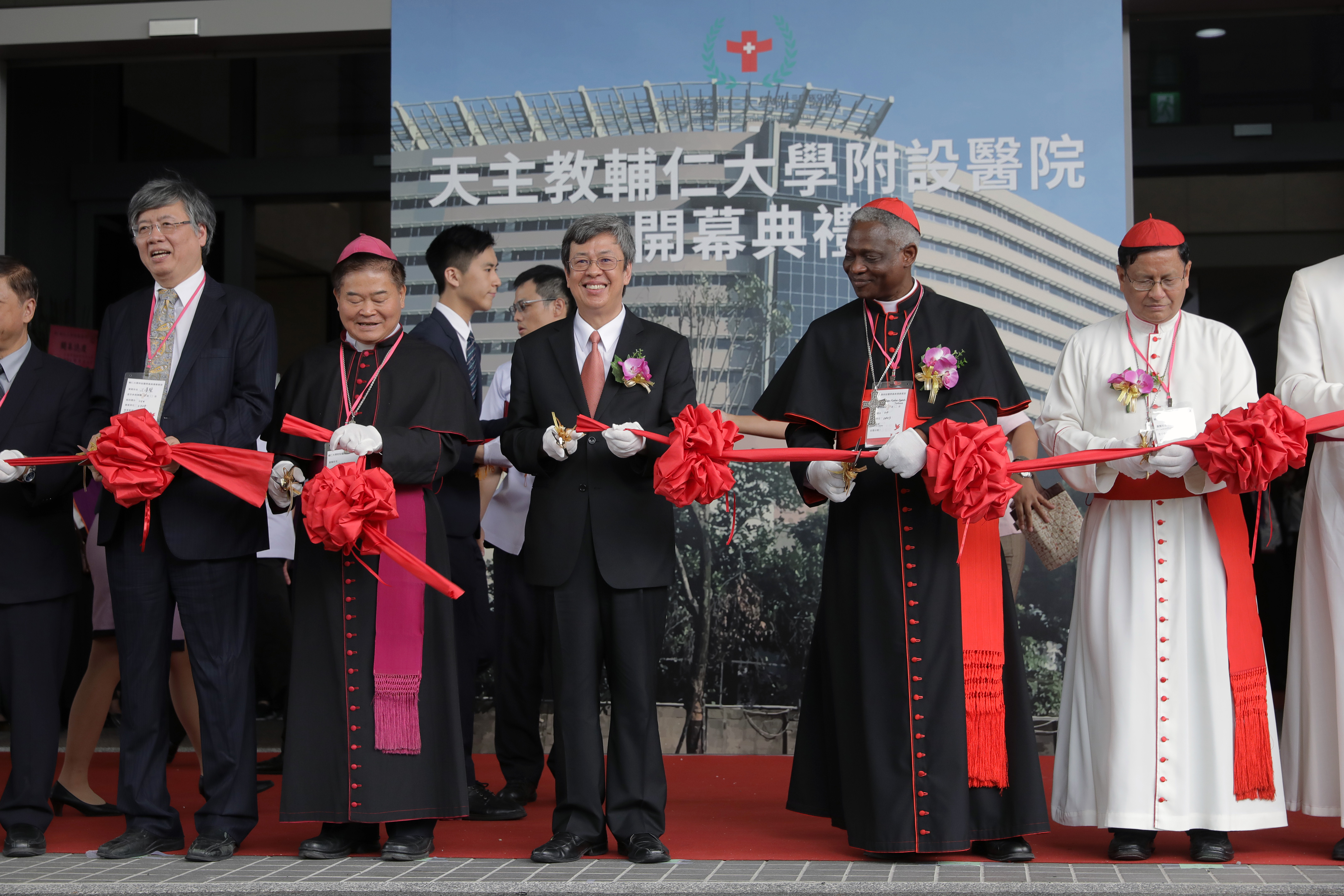
與時任副總統陳建仁、教廷「促進整體人類發展部」部長涂克森樞機主教一同為輔大醫院開幕剪綵

- 陪同中華民國總統馬英九一行4人，參加教宗方濟各就職大典。攜輔大校友企業法藍瓷產品，作為國禮，致贈榮休教宗本篤十六世、新任教宗方濟各。[4][5][6][7]
- 成立「輔仁大學學校財團法人」。
- 發生「2013年輔仁大學更名事件」。
- 輔大做為台北世大運東道主之一，建設全台大學第一個FIFA等級足球場，主辦世大運國際足球賽。
- 主導「輔大醫院」開幕（2017年）、轉虧為盈（2021年）。

## 爭議
2018年7月31日，輔仁大學稽核室向中華民國教育部通報，校長江漢聲在籌設輔大診所與輔大醫院期間有諸多違規事項，擅用職權規避校務會議與董事會監督，造成校產受侵害款項高達新台幣四百萬元。8月1日，江漢聲表示，輔大診所、輔大醫院的設立與營運均經輔大相關層級會議通過，並經教育部與新北市政府衛生局等業管單位核准，一切都有案可查，並有會議紀錄；輔大醫院一切招標過程也都有紀錄，且興建工程並非由親舅舅的建築師事務所承攬。12月19日，輔仁大學學生會與台灣高等教育產業工會在輔大校內舉辦公開說明會，批評江漢聲未公布任何證據反駁違規事實、輔大董事會未公布具體調查報告，要求江漢聲應立即停職接受調查。
2019年6月5日，臺灣新北地方檢察署指揮法務部調查局新北市調查處調查官到輔仁大學搜索，帶回江漢聲、前輔仁大學附設醫院籌備處醫療事務組組長林依恬、前輔仁大學醫學院行政副院長洪啓峯等多名證人。
2022年1月24日，新北地檢署依背信罪嫌將江漢聲、林依恬、洪啓峯提起公訴。1月25日，輔仁大學黑水溝社要求，輔大董事會應依據《私立學校法》第43條第1項，於判決確定前，停聘江漢聲；輔大董事會應依據《大學法》第39條與《財團法人法》第46條，主動完整揭露調查報告；若輔大董事會未停聘江漢聲，教育部應依《私立學校法》第43條第3項逕行停聘。3月18日，輔仁大學教師會發表致董事會公開信稱，江漢聲因背信罪遭提起公訴，已經違背《天主教大學憲章》；呼籲輔大董事會依據《私立學校法》第43條第1項，於判決確定前，停聘江漢聲；呼籲江漢聲主動請辭校長以建立道德典範，或暫時停聘、專心面對司法。

## 註腳
1. ↑  .   [2012-11-29]. （原始内容存档于2014-08-19）.
2. ↑  .   [2012-03-25]. （原始内容存档于2017-12-26）.
3. ↑  http://www.want-daily.com/portal.php?mod=view&aid=10370
4. ↑  .   [2022-03-12]. （原始内容存档于2022-06-02）.
5. ↑  .   [2022-03-12]. （原始内容存档于2022-06-01）.
6. ↑  .   [2022-03-12]. （原始内容存档于2022-06-02）.
7. ↑  .   [2022-03-12]. （原始内容存档于2022-04-06）.
8. ↑  葉冠妤、吳柏軒. . 自由時報電子報. 2018-08-01  [2018-08-01]. （原始内容存档于2022-04-13）.
9. ↑  台灣高等教育產業工會、輔仁大學學生會. . 苦勞網. 2018-12-19  [2023-02-19]. （原始内容存档于2023-02-19）.
10. 1 2  柯毓庭. . 聯合新聞網 (新北市). 2022-01-24  [2022-01-24]. （原始内容存档于2022-08-22） （中文（臺灣））.
11. ↑  輔仁大學黑水溝社. . 苦勞網. 2022-01-25  [2023-02-19]. （原始内容存档于2023-02-19）.
12. ↑  許維寧. . 聯合新聞網. 2022-03-24  [2023-02-19]. （原始内容存档于2023-02-19）.

## 外部連結
1. （繁體中文）輔大校長網頁
2. （繁體中文）臺北醫學大學附設醫院介紹江漢聲[永久]
3. （繁體中文）江漢聲校長：輔大將推陸生遊學團

| 前任： 黎建球 | 天主教輔仁大學校長 2012年－2024年 | 繼任： 藍易振 |